# Ulster Volunteer Force
Ulster Volunteer Force (UVF, Ulsterskie Siły Ochotnicze) – organizacja terrorystyczno-paramilitarna północnoirlandzkich protestantów. Stworzona w 1966 r. na bazie zdelegalizowanego Ulsterskiego Korpusu Ochotniczego przez Gusty Spence’a. Organizowała zamachy terrorystyczne wymierzone w katolickich mieszkańców Irlandii Północnej(odpowiedzialna m.in. za zamach na biuro Sinn Fein w Belfaście 17 maja 1993 r. i atak w Down Patrick 18 czerwca 1994 r.). Polityczną reprezentacją UVF jest Postępowa Partia Unionistów (Progressive Unionist Party).